# Dinosaurierfährten von Obernkirchen

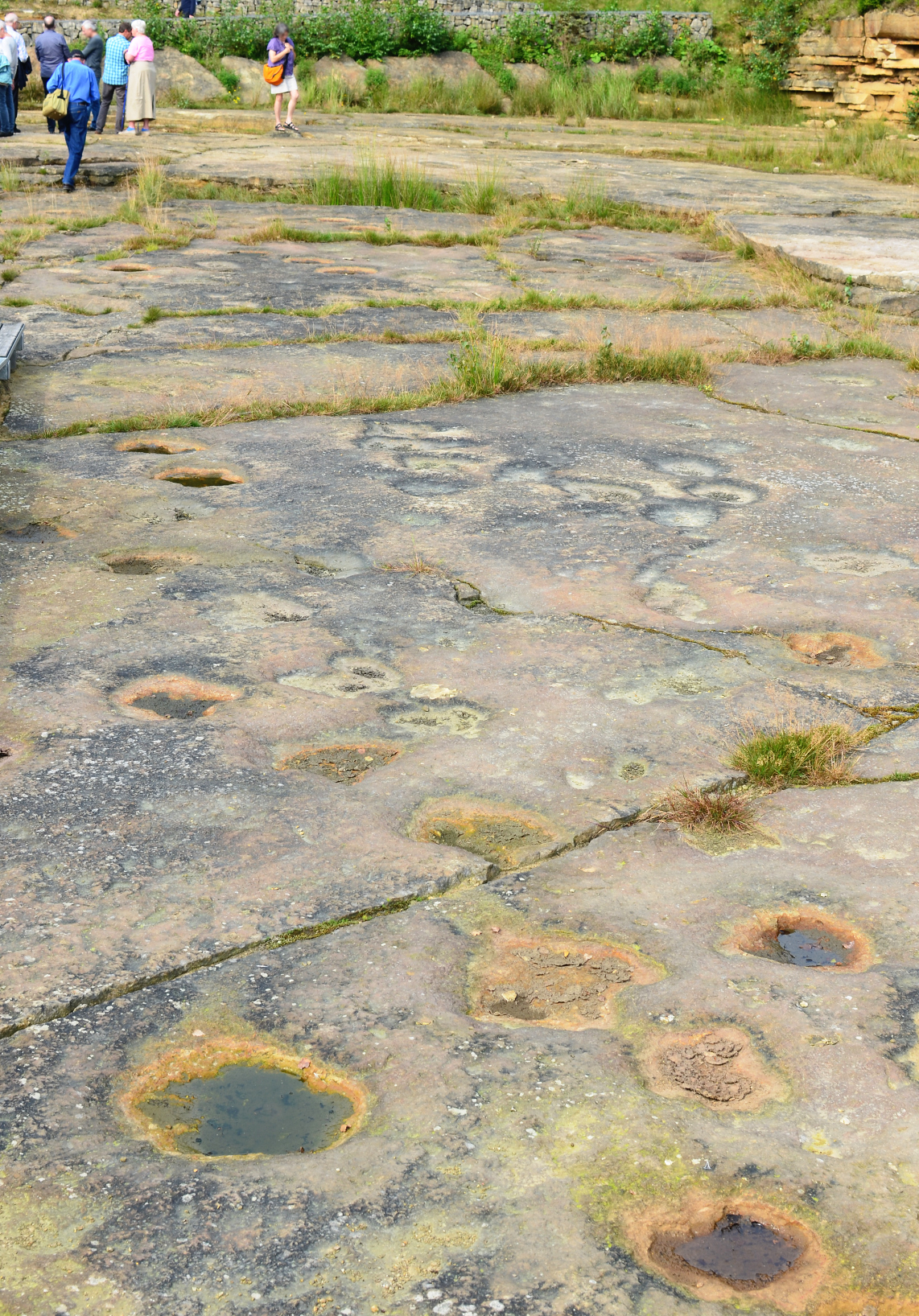
Oberer Fundhorizont mit Saurierabdrücken (2017)

Die Dinosaurierfährten von Obernkirchen sind ein Geotop auf dem Bückeberg bei Obernkirchen in Niedersachsen.

## Beschreibung
Die etwa 2700 Fußabdrücke verschiedener Dinosaurierarten befinden sich in einem der Obernkirchener Sandsteinbrüche. Sie wurden in den Jahren 2007 und 2008 entdeckt und von Paläontologen des Niedersächsischen Landesmuseums Hannover freigelegt. Die Spuren fanden sich innerhalb des 6 bis 9 Meter mächtigen Obernkirchener Sandsteins, der hier unter jüngeren Deckschichten liegt.
Die Spurenfossilien werden dem Berriasium (Unterkreide, vor etwa 145,5 bis 140,2 Millionen Jahren) zugerechnet und liegen in zwei Fundhorizonten. Im unteren Horizont finden sich vor allem Spuren kleinerer Theropoden, die in den Medien häufig als „Raptoren“ bezeichnet werden. Im oberen Horizont dominieren Spuren von Tieren aus verschiedenen Altersstadien, die Iguanodontipus und cf. Caririchnium ähneln.
Dass die Spuren so gut konserviert wurden, liegt an einer schnellen Überlagerung der frischen Abdrücke durch Sturmsande.

## Bedeutung

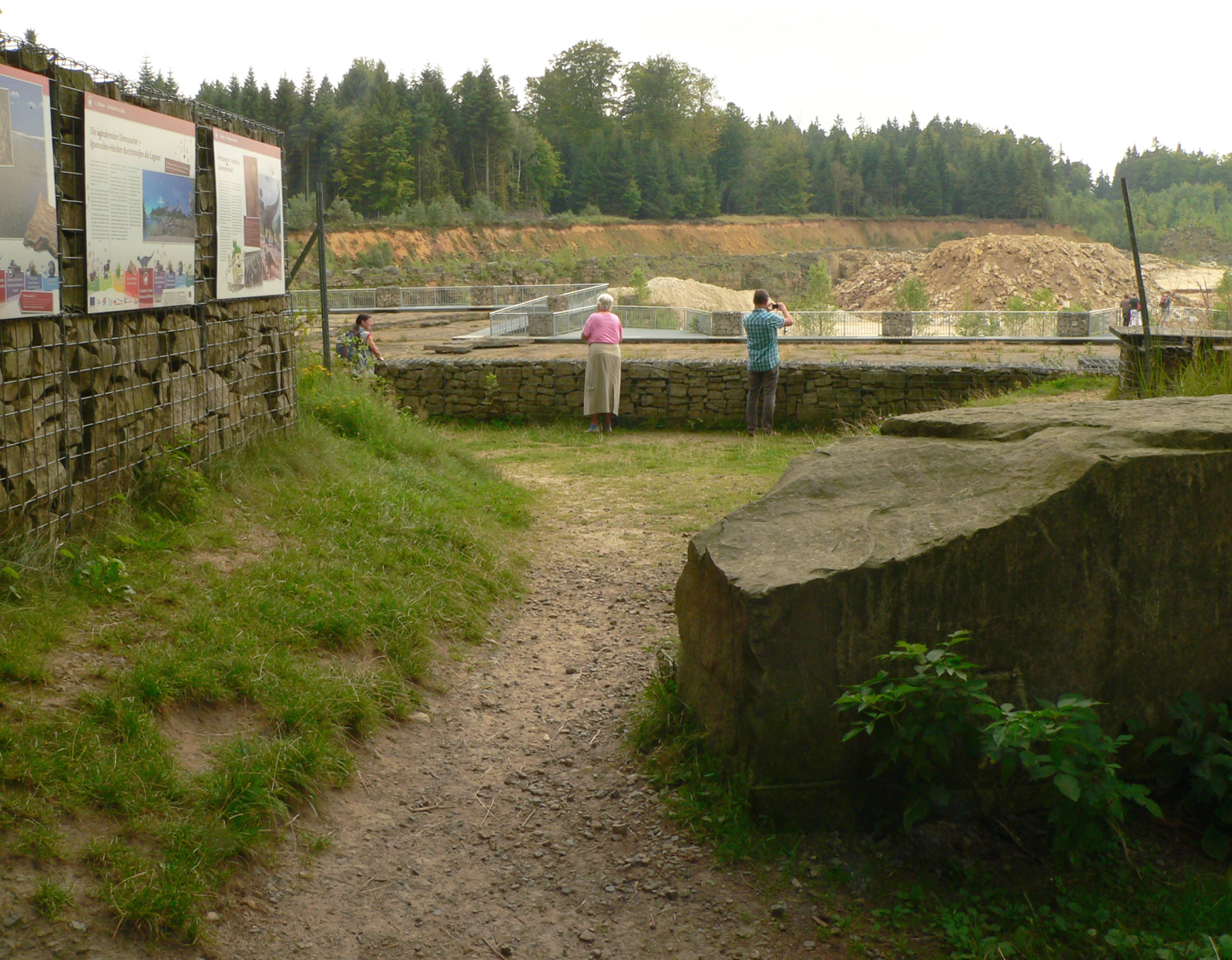
Eingang zum oberen Fundhorizont der Dinosaurierfährten (2017)

Die Dinosaurierfährten von Obernkirchen sind wegen der Vielzahl der Trittsiegel von unterschiedlichen Raubdinosauriern europaweit einmalig. Nach Einschätzung des Niedersächsischen Landesmuseums Hannover sind die Fährtenflächen im globalen Wissenschaftskontext von außerordentlicher Bedeutung. Die Spuren zeigen, dass die Tiere im Familienverband ihren Weg zurücklegten. Auch verraten die Fährten, dass die Tiere innerhalb ihrer Gruppen Sichtkontakt untereinander hatten, was das Sozialverhalten von Dinosauriern belegt.

## Präsentation
Der obere Fundhorizont ist für die Öffentlichkeit zugänglich. Im Jahr 2010 wurden für Besucher Stege und Plattformen eingerichtet. Sie gehören zu einem vier Kilometer langen Info- und Lehrpfad, der zu Dinosauriern, Steinkohlebergbau auf dem Bückeberg und den Obernkirchener Sandstein informiert.
2011 wurden die Funde der internationalen Fachwelt vorgestellt. Dazu veranstaltete die Schaumburger Landschaft in Obernkirchen ein Symposium mit dem Titel „Dinosaurier-Fährten in Niedersachsen“ unter Teilnahme von Wissenschaftlern aus den USA, China, Japan, Südkorea, Jemen, Peru, Argentinien sowie mehreren europäischen Ländern.

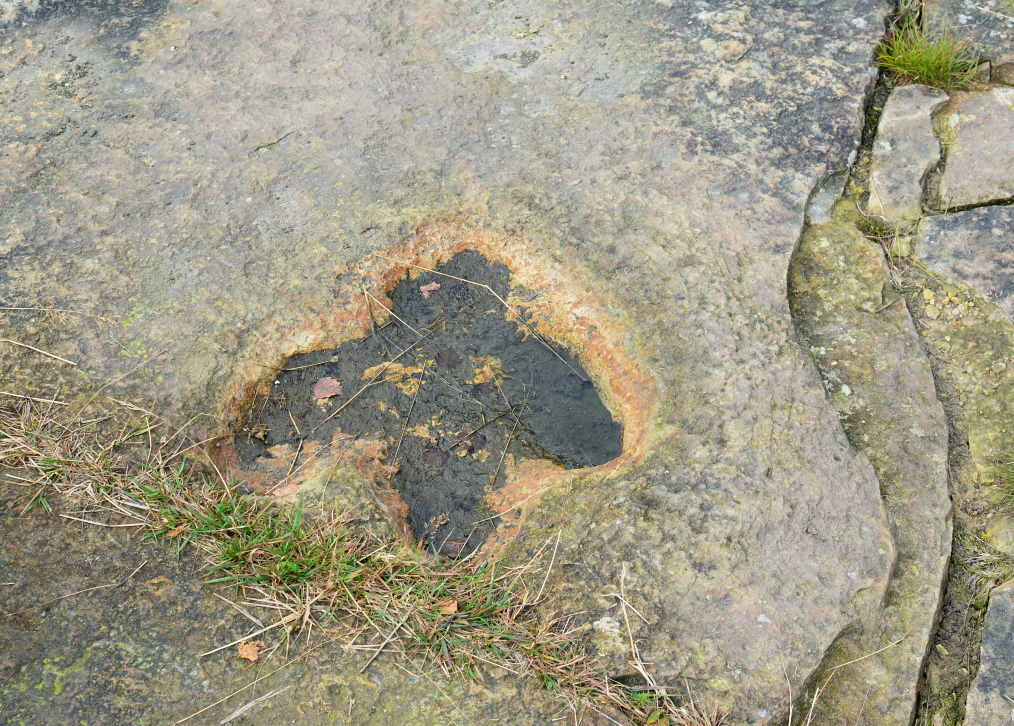
Abdruck
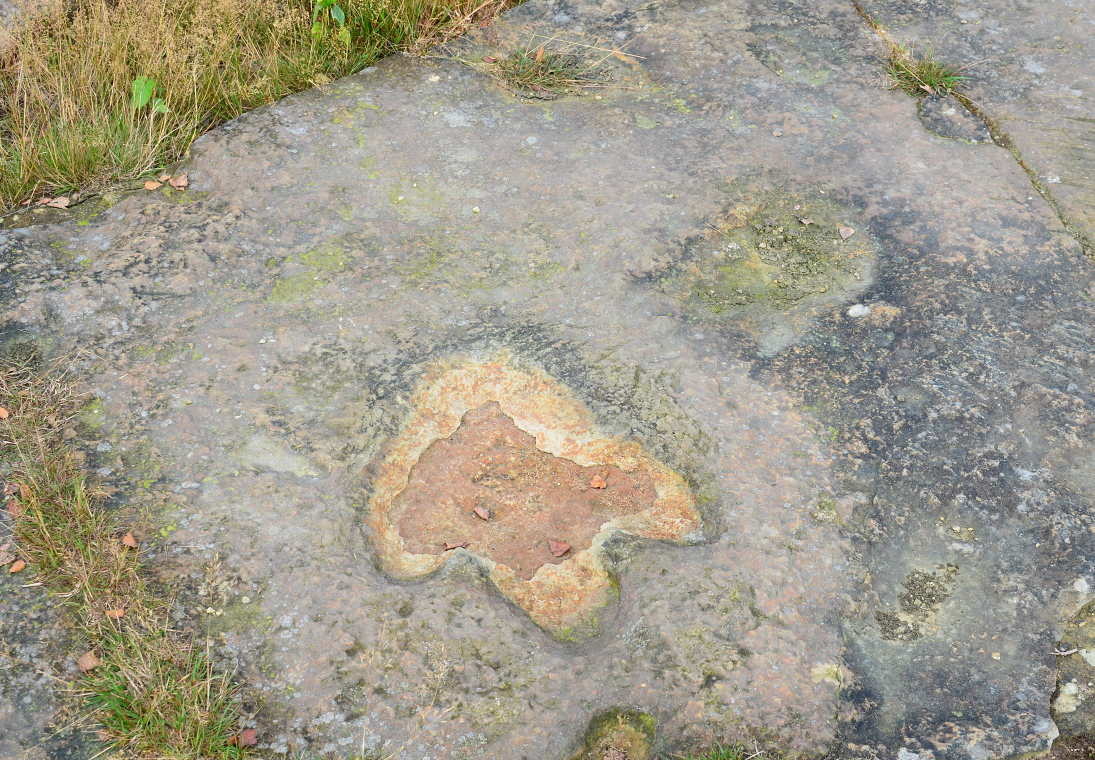
Abdruck
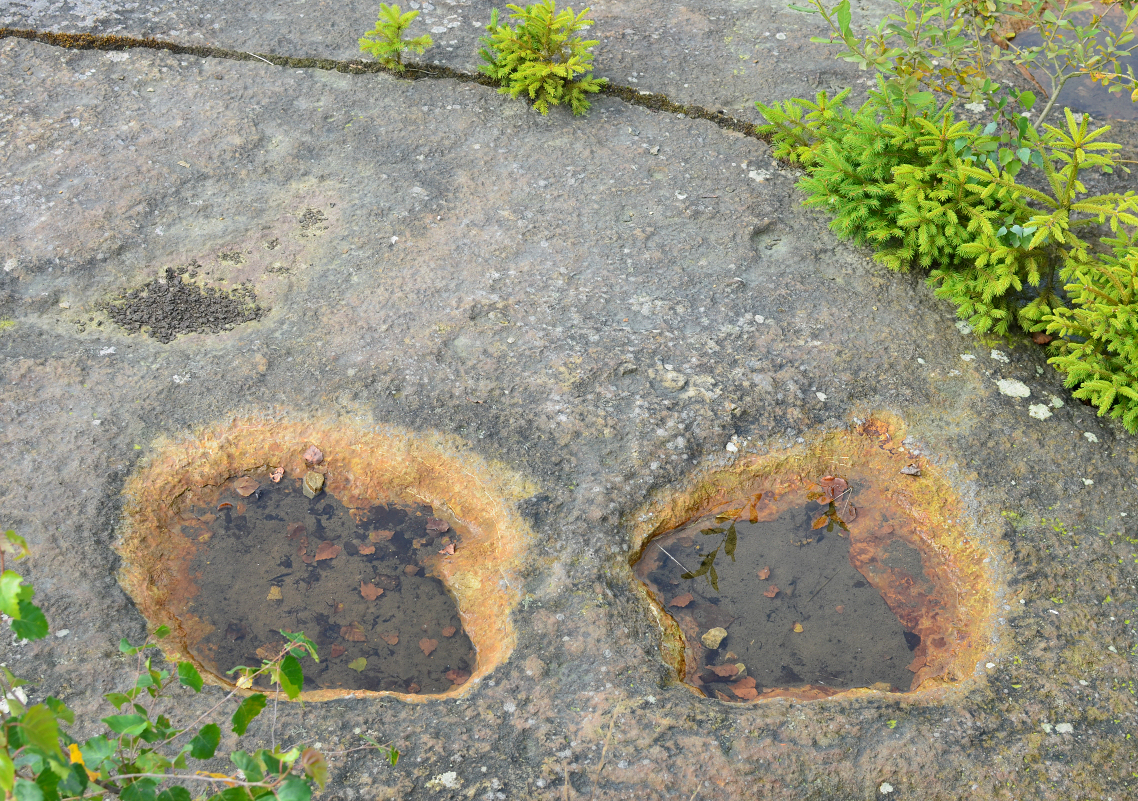
Zwei Abdrücke